# Міннесота-Сіті
Міннесота-Сіті (англ. Minnesota City) — місто (англ. city) в США, в окрузі Вінона штату Міннесота. Населення — 202 особи (2020).

## Географія
Міннесота-Сіті розташована за координатами 44°5′32″ пн. ш. 91°45′0″ зх. д. / 44.09222° пн. ш. 91.75000° зх. д. (44.092286, -91.749910).  За даними Бюро перепису населення США в 2010 році місто мало площу 0,67 км², уся площа — суходіл.

## Демографія
Згідно з переписом 2010 року, у місті мешкали 204 особи в 81 домогосподарстві у складі 60 родин. Густота населення становила 307 осіб/км².  Було 89 помешкань (134/км²).
Расовий склад населення:
| - 99,5 % — білих - 0,5 % — корінних американців |

До двох чи більше рас належало 0,0 %. Частка іспаномовних становила 0,5 % від усіх жителів.
За віковим діапазоном населення розподілялося таким чином: 25,5 % — особи молодші 18 років, 62,2 % — особи у віці 18—64 років, 12,3 % — особи у віці 65 років та старші. Медіана віку мешканця становила 36,0 року. На 100 осіб жіночої статі у місті припадало 112,5 чоловіків;  на 100 жінок у віці від 18 років та старших — 120,3 чоловіків також старших 18 років.
Середній дохід на одне домашнє господарство  становив 64 401 долар США (медіана — 58 333), а середній дохід на одну сім'ю — 74 185 доларів (медіана — 61 250). Медіана доходів становила 35 000 доларів для чоловіків та 30 313 долари для жінок. 
Цивільне працевлаштоване населення становило 108 осіб. Основні галузі зайнятості: виробництво — 29,6 %, сільське господарство, лісництво, риболовля — 20,4 %, освіта, охорона здоров'я та соціальна допомога — 17,6 %.